# Fazito
Fasistêncio Maria Faza João znany jako Fazito (ur. 9 czerwca 2003) – mozambicki piłkarz grający na pozycji bramkarza. Jest wychowankiem klubu Ferroviário Nampula.

## Kariera klubowa
Swoją karierę piłkarską Fazito rozpoczął w klubie Ferroviário Nampula. W sezonie 2021 zadebiutował w jego barwach w pierwszej lidze mozambickiej.

## Kariera reprezentacyjna
W reprezentacji Mozambiku Fazito zadebiutował 21 stycznia 2023 roku w przegranym 0:1 meczu Mistrzostw Narodów Afryki 2022 z Algierią, rozegranym w Algierze. W 2024 roku powołano go do kadry na Puchar Narodów Afryki 2023. Był w nim rezerwowym bramkarzem i nie rozegrał żadnego meczu.